# Nghệ thuật đương đại

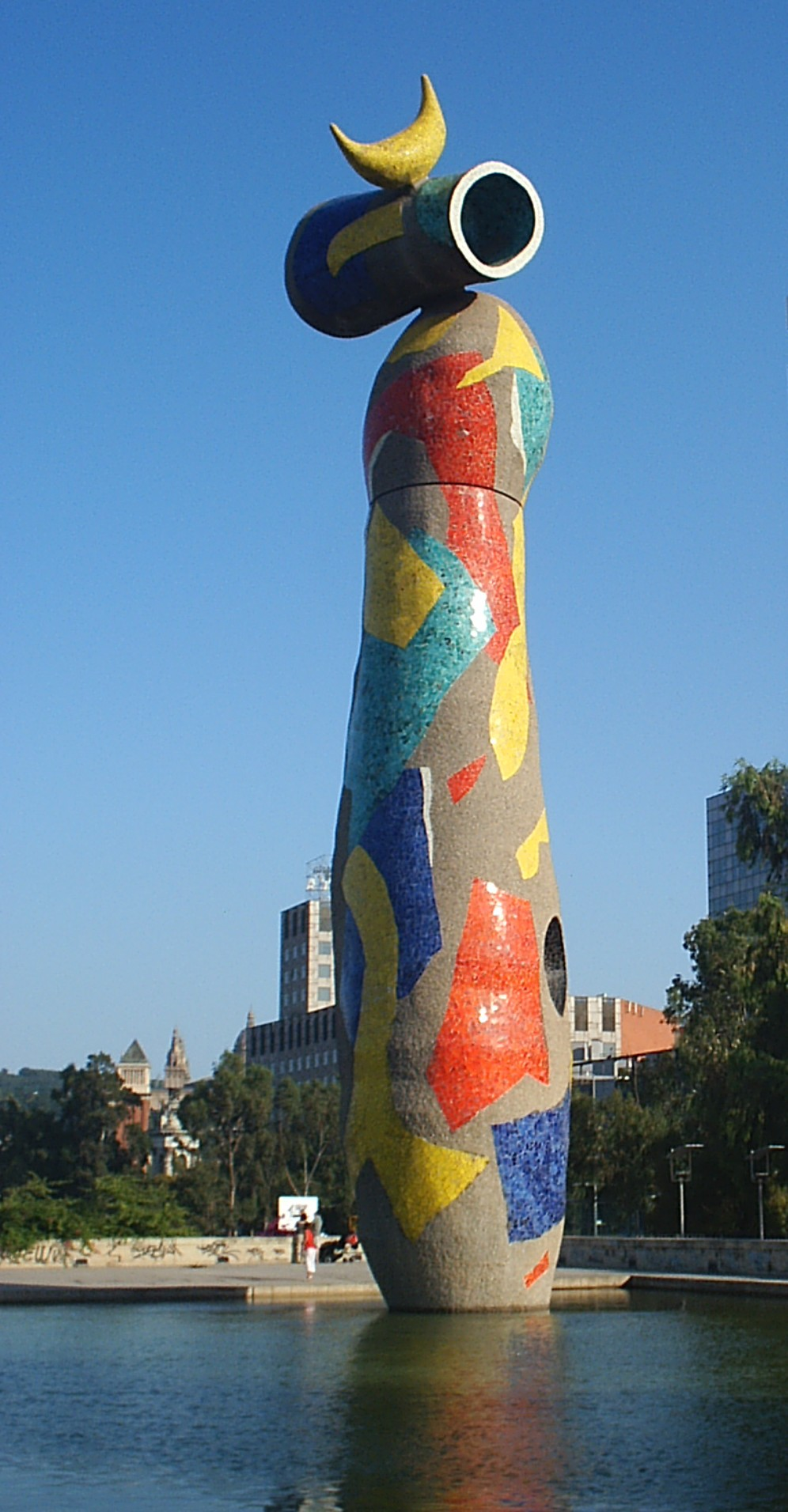
Joan Miró, Dona i Ocell, 1982, 22 × 3 m (72 × 9,8 ft), Công viên Joan Miró, Barcelona, Tây Ban Nha

Nghệ thuật đương đại là nghệ thuật ngày nay, được sản xuất vào nửa sau của thế kỷ 20 hoặc trong thế kỷ 21. Các nghệ sĩ đương đại làm việc trong một thế giới có ảnh hưởng toàn cầu, đa dạng về văn hóa và công nghệ. Nghệ thuật của họ là sự kết hợp năng động của các vật liệu, phương pháp, khái niệm và chủ đề tiếp tục thách thức các ranh giới đã được tiến hành tốt trong thế kỷ 20. Với các đặc tính đa dạng và chiết trung, nghệ thuật đương đại nói chung được phân biệt bởi sự thiếu thống nhất, nguyên tắc tổ chức, ý thức hệ hoặc "chủ nghĩa ". Nghệ thuật đương đại là một phần của cuộc đối thoại văn hóa liên quan đến các khuôn khổ bối cảnh lớn hơn như bản sắc cá nhân và văn hóa, gia đình, cộng đồng và quốc tịch.
Trong tiếng Anh bản địa, hiện đại và đương đại là hai từ đồng nghĩa, dẫn đến một số sự nhầm lẫn và nhầm lẫn giữa các thuật ngữ nghệ thuật hiện đại và nghệ thuật đương đại của những người làm nghệ thuật không chuyên.

## Phạm vi
Một số định nghĩa nghệ thuật đương đại là nghệ thuật được tạo ra trong "cuộc sống đương đại", nhận ra rằng thời gian sống và tuổi thọ khác nhau. Tuy nhiên, có một sự thừa nhận rằng định nghĩa chung này phải chịu những hạn chế chuyên biệt.
Việc phân loại "nghệ thuật đương đại" là một loại hình nghệ thuật đặc biệt, chứ không phải là một cụm tính từ chung, có nguồn gốc sự khởi đầu của Chủ nghĩa hiện đại trong thế giới nói tiếng Anh. Tại London, Hội Nghệ thuật Đương đại được thành lập vào năm 1910 bởi nhà phê bình Roger Fry và những người khác, như một xã hội tư nhân để mua các tác phẩm nghệ thuật để đặt trong các bảo tàng công cộng.  Một số tổ chức khác sử dụng thuật ngữ này được thành lập vào những năm 1930, chẳng hạn như vào năm 1938, Hiệp hội nghệ thuật đương đại của thành phố Adelaide, Úc, và số lượng ngày càng tăng sau năm 1945. Nhiều người, như Viện Nghệ thuật Đương đại, Boston đã đổi tên từ những người sử dụng "Nghệ thuật hiện đại" trong thời kỳ này, khi Chủ nghĩa Hiện đại được định nghĩa là một phong trào nghệ thuật lịch sử, và nghệ thuật "hiện đại" không còn là "đương đại". Định nghĩa về những gì đương đại luôn tự nhiên luôn luôn di chuyển, gắn liền với hiện tại với ngày bắt đầu tiến về phía trước, và các tác phẩm mà Hội Nghệ thuật Đương đại đã mua năm 1910 không còn có thể được mô tả là đương đại. 

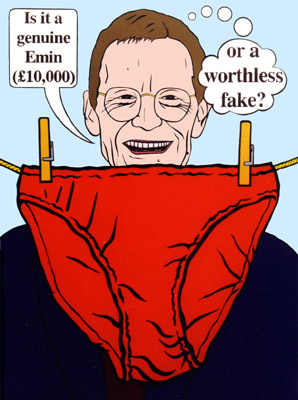
Charles Thomson. Ngài Nicholas Serota đưa ra quyết định mua lại, 2000, Stuckism

Những điểm đặc biệt được coi là đánh dấu một sự thay đổi trong phong cách nghệ thuật bao gồm sự kết thúc của Thế chiến II và những năm 1960. Có lẽ đã thiếu các điểm phá vỡ tự nhiên kể từ những năm 1960 và các định nghĩa về những gì cấu thành "nghệ thuật đương đại" trong những năm 2010 khác nhau, và chủ yếu là không chính xác. Nghệ thuật từ 20 năm qua rất có khả năng được đưa vào, và các định nghĩa thường bao gồm nghệ thuật trở lại khoảng năm 1970; "nghệ thuật cuối thế kỷ 20 và đầu thế kỷ 21"; "nghệ thuật cuối thế kỷ 20 và đầu thế kỷ 21, cả sự phát triển và sự từ chối của nghệ thuật hiện đại"; "Nói đúng ra, thuật ngữ" nghệ thuật đương đại "dùng để chỉ nghệ thuật được tạo ra và sản xuất bởi các nghệ sĩ sống ngày nay"; "Nghệ thuật từ những năm 1960 hoặc [19] 70 cho đến tận thời điểm này"; và đôi khi xa hơn, đặc biệt là trong bối cảnh bảo tàng, khi các bảo tàng tạo thành một bộ sưu tập nghệ thuật đương đại vĩnh viễn chắc chắn tìm thấy sự lão hóa này. Nhiều người sử dụng câu "Nghệ thuật hiện đại và đương đại", để tránh vấn đề này. Các phòng trưng bày thương mại nhỏ hơn, tạp chí và các nguồn khác có thể sử dụng các định nghĩa chặt chẽ hơn, có lẽ hạn chế nghệ thuật "đương đại" để chỉ các tác phẩm từ năm 2000 trở đi. Các nghệ sĩ vẫn làm việc hiệu quả sau một thời gian dài làm việc và các phong trào nghệ thuật đang diễn ra, có thể đưa ra một vấn đề cụ thể; phòng trưng bày và các nhà phê bình thường miễn cưỡng phân chia công việc của họ giữa đương đại và không đương đại.  